# Caenohalictus intermedius
Caenohalictus intermedius là một loài Hymenoptera trong họ Halictidae. Loài này được Rojas & Toro mô tả khoa học năm 2000.